# Monts de la Lune

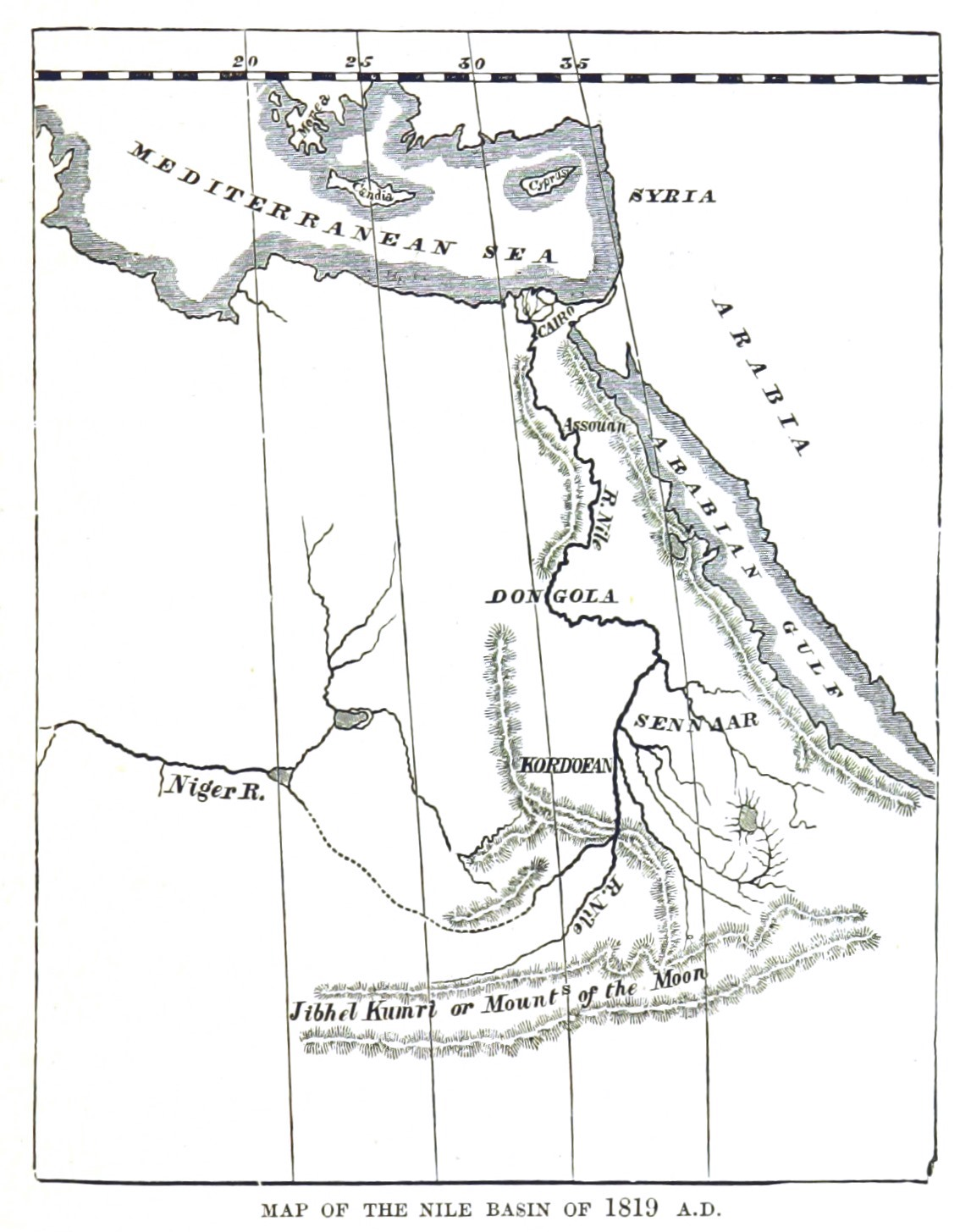
Carte du bassin du Nil, publiée en 1819 : les mythiques monts de la Lune y sont encore représentés comme origine du fleuve.

Les monts de la Lune (latin : Montes Lunae ; arabe : جبل القمر, Jabal al-Qamar ou Jibbel el Kumri) sont une montagne ou une chaîne de montagnes mythiques qui se seraient élevées dans l'est de l'Afrique et auraient servi de source au Nil.
Provenant d'un témoignage datant de l'époque gréco-romaine, cette chaîne de montagnes a figuré sur les cartes romaines, arabes et européennes pendant près de deux millénaires, depuis Ptolémée jusqu'au XIXe siècle. L'identification formelle des sources du Nil dans la deuxième moitié du XIXe siècle a permis de dissiper cette notion.
À l'époque contemporaine, les monts de la Lune ont été identifiés de diverses manières, principalement aux monts Rwenzori en Ouganda et en République démocratique du Congo.

## Témoignage antique
Le Nil naît de la confluence entre Nil Bleu et Nil Blanc au niveau de Khartoum. En amont de ce point, il devient rapidement très difficile de remonter les deux cours d'eau. Le Nil Bleu traverse les hauts plateaux abyssins ; une cinquantaine de km après le lac Tana, il pénètre alors dans un canyon d'environ 400 km de long aux falaises de basalte, coupé de rapides, profond par endroits de 1 200 m. Le Nil Blanc, quant à lui, traverse le Sudd, un immense marais quasiment impénétrable. L'origine du Nil, en amont de la confluence, n'est donc pas connue des cultures qui lui sont extérieures avant l'époque moderne : les explorations égyptiennes, grecques, romaines ou arabes n'ont jamais réussi à remonter le cours du fleuve.
À l'époque romaine, un marchand grec nommé Diogène aurait prétendu avoir voyagé depuis Rhapta, sur la côte de l'Afrique de l'Est, vers l'intérieur du continent et, après vingt-cinq jours, aurait trouvé la source du Nil : deux grands lacs alimentés par des montagnes enneigées. Cette information est perçue comme véridique par de nombreux géographes grecs et romains, dont Ptolémée qui compile vers 150 les connaissances géographiques de l'époque dans sa Géographie : il mentionne la chaine de montagne sous le nom τὸ τῆς Σελήνης ὄρος (tò tês Selếnês óros).
Ces « monts de la Lune » et ces deux lacs persistent sur les cartes ultérieures de l'Afrique. Les cartographes arabes, possédant pourtant une connaissance bien supérieure du continent, continuent à les inclure. Sur les cartes européennes, ils sont représentés jusqu'au XVIIIe siècle. Le cartographe français Guillaume Delisle, partisan d'une approche scientifique de la disciple, est le premier Européen à les omettre, sur une carte publiée en 1700. La chaîne de montagne est toutefois encore représentée sur les cartes européennes jusqu'au XIXe siècle.

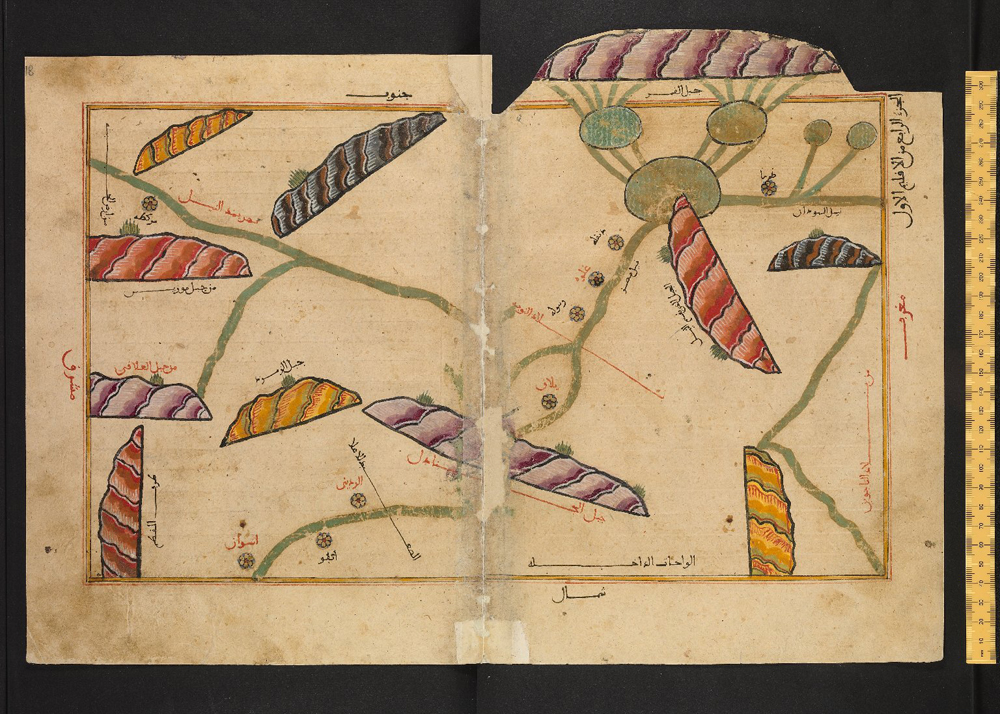
Feuillet de la Tabula Rogeriana, carte réalisée par le géographe marocain Al Idrissi en 1154. Les sources du Nil sont matérialisées en haut à droite par une chaîne de montagnes, les « monts de la Lune », qui alimentent deux lacs (le nord est en bas).
Copie du Padrón Real de Diego Ribero (1529). Les monts sont placés au sud de l'Afrique, près des « Paludes Nili ».
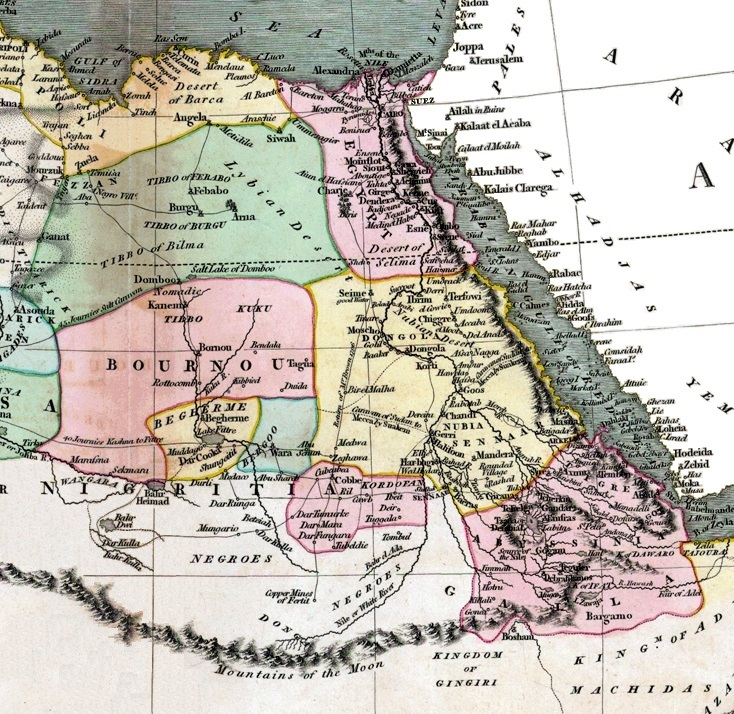
Carte d'Afrique, publiée par John Cary en 1805, représentant les monts de la Lune.

## Identifications modernes
L'explorateur écossais James Bruce, qui rejoint le Godjam en Éthiopie en 1770 pour explorer les sources du Nil Bleu, identifie les monts de la Lune au mont Amedamit qu'il décrit entourant la source du Gilgel Abay.
James Augustus Grant et John Hanning Speke recherchent la source du Nil Blanc dans la région des Grands Lacs en 1862. Henry Morton Stanley atteint en 1889 des montagnes pouvant correspondre à la description de Diogène : les Rwenzori, dont les sommets sont bien la source d'une partie des eaux du Nil, mais seulement une petite partie.
Le témoignage de Diogène a été mis en doute, certains commentateurs modernes affirmant qu'il est totalement imaginaire. G.W.B. Huntingford (en) suggère en 1940 que les monts de la Lune pourraient être identifiés au Kilimandjaro (bien que le Kilimandjaro soit un sommet solitaire plutôt qu'une chaîne de montagne, et soit situé bien loin du bassin du Nil. O. G. S. Crawford les identifie au mont Abuna Yosef (en) en Éthiopie.